# Paolo Bianchi (ciclista)
Paolo Alfredo Bianchi (Spinetta Marengo, 1º ottobre 1908 – Cannes, 20 maggio 1972) è stato un ciclista su strada italiano.
Professionista dal 1927 al 1936, Partecipò alla prima Vuelta a España della storia terminandola al settimo posto.

## Carriera
Bianchi corse per quasi tutta la sua carriera da individuale, tranne che per una parentesi nel 1935 in una piccola squadra francese. Corse prevalentevente in Francia meridionale e fu proprio in questa nazione che riuscì a cogliere i suoi tre successi, fra cui una tappa del Giro delle Corsica.
Fra gli altri risultati, il secondo posto nel 1931 alla Boucles de Sospel, corsa che conquistò l'anno successivo, il terzo posto al Giro della Corsica nel 1935 ed il secondo l'anno successivo e soprattutto il settimo posto alla Vuelta a España.
Partecipò anche a tre edizioni della Milano-Sanremo, dove però non colse piazzamenti significativi.

## Palmarès
- 1932

Boucles des Sospel
- 1934

Prix de la Ville d'Antibes
- 1936

3ª tappa, 2ª semitappa Tour du Corse

## Piazzamenti

### Grandi Giri
- Vuelta a España

1935: 7º

### Classiche monumento
- Milano-Sanremo

1927: 46º
1932: 70º
1933: 24º